# 乙逸
乙逸，五胡十六国時代前燕人物，平原郡人，其子乙璋。
乙逸在鮮卑慕容部大人慕容皝属下担任東夷護軍。333年十月，前大司農孫機在遼東城反叛，响应征虜将軍慕容仁，乙逸和東夷校尉封抽、遼東相韩矫弃城逃走。
乙逸后来改任玄菟郡太守。352年十一月，燕王慕容儁称皇帝，在龍城设置留台，以乙逸为尚書，专门委任他掌管留台事务。
乙逸后来改任幽州刺史。357年正月，改任左光禄大夫。乙逸夫妇共坐鹿車（小车）前往就任，其子乙璋却带随从数十騎，他们服装豪奢，在路傍出迎。乙逸大怒，紧闭车门，不和儿子说话。至蓟城，乙逸深责乙璋，乙璋却不认错。乙逸叹道：「我从小修身守礼，现在也是僅可免罪。乙璋不能質素俭約，放纵豪奢。反而得到宠信，这是世道的衰落」。乙璋历任中書令、御史中丞。